# Плавяк, Филип
Филип Плавяк (пол. Filip Pławiak; род. 26 сентября 1989, Новы-Сонч, Польша) — польский актёр театра, кино и телевидения.

## Биография
Родился 26 сентября 1989 года в Новом Сонче. Отец будущего актёра, Марек Плавяк — школьный директор, который с детства прививал Филипу любовь к актёрскому ремеслу: с юного возраста он участвовал в школьных спектаклях и конкурсах чтецов, посещал драмкружок в местном доме культуры.
В 2012 году окончил Высшую школу кинематографии, телевидения и театра в Лодзи. Уже в следующем году на экраны выходит комедийный фильм «Билет в один конец на Луну», в котором Плавяк играет главную роль.

## Фильмография
| Год       |   | Русское название                  | Оригинальное название | Роль                                       |
| --------- | - | --------------------------------- | --------------------- | ------------------------------------------ |
| 2012      | с | И в горе и в радости              | Na dobre i na złe     | Марек Завада                               |
| 2012      | ф | Колоски                           | Pokłosie              | Гураль, участковый                         |
| 2013      | ф | Билет в один конец на Луну        | Bilet na Księżyc      | Адам Сикора                                |
| 2014      | ф | Камни на шанец                    | Kamienie na szaniec   | капрал Зыгмунт «Весельчак» Качиньский      |
| 2015      | с | Комиссар Алекс                    | Komisarz Alex         | Адриан Кальский                            |
| 2015      | ф | Красный паук                      | Czerwony pająk        | Кароль Кремер                              |
| 2016      | ф | Волынь                            | Wołyń                 | капитан Зыгмунт Кшеменецкий                |
| 2017      | ф | Письма к М. 3                     | Listy do M. 3         | Рафал                                      |
| 2018      | ф | Крылья урагана                    | 303. Bitwa o Anglię   | Мирослав «Окс» Ферич                       |
| 2018      | с | Нелегалы                          | Nielegalni            | майор Александр Григорюк, он же Олег Зубов |
| 2018      | с | 1983                              | 1983                  | Киприан                                    |
| 2018—2022 | с | Дела адвоката Хилки: Исчезновение | Chyłka                | юрист-стажёр Кордиан Оринский / «Зордон»   |
| 2022      | ф | Орёл. Последний патруль           | Orzeł. Ostatni patrol | подпоручик Ежи Сосновский                  |
| 2024      | с | Трясина                           | Rojst                 | управляющий отелем                         |